# 331 Etheridgea
331 Etheridgea là một tiểu hành tinh cỡ lớn ở vành đai chính. Nó được Auguste Charlois phát hiện ngày 1.4.1892 ở Nice. Không biết rõ nguồn gốc tên của nó.